# Dansk Handelsblad
Dansk Handelsblad (nu "Dagligvarehandlen") er en print- og e-avis dedikeret professionelle aktører og beslutningstagere i dagligvarebranchen.   
I januar 2021 skiftede bladet navn til Dagligvarehandlen, og mediehuset bag, med base fortsat i Åbyhøj ved Aarhus, hedder nu DH Media A/S.  
Dagligvarehandlen udkommer til abonnenter hver 14. dag i både digital og tryk format.  
DH Media A/S udgiver også ca. seks gange årligt magasinet FoodPro til fødevareprofessionelle i Foodservice-sektoren samt abonnenterne på Dagligvarehandlen.  
Dansk Handelsblad udkom første gang i 1909 – og kunne dermed fejre sit 110 års jubilæum i 2019. Bladet blev startet af jyske købmænd i Central-Organisationen af Købmandsforeninger i Jylland.  

## Ekstern henvisning
- Dansk Handelsblads hjemmeside Arkiveret 1. november 2020 hos  Wayback Machine